# Балканджи
Балканджи е българска фолк метъл група, чиято музика се базира върху смесица между българска фолклорна музика и хевиметъл, като в повечето песни присъстват различни традиционни фолклорни инструменти, а ритмите са неравноделни, в типичните за българската фолк музика тактове. Друг често срещан инструмент в песните на Балканджи е клавирът, който придава лек готически оттенък на цялостното звучене.
Повечето текстове също са вдъхновени от българския фолклор и обхващат традиционни за него теми като любов, любимият човек, приказни и митични същества и обекти, както и любовта към майка България. Често употребявани са стари български думи, присъщи за народната музика, които не се употребяват в днешната говорна реч. Всички песни в официалните версии на албумите са изпълнени на български език.

## История
Групата е създадена през 1999 година от Кирил Янев, учещ в НПМГ в София и Николай Баровски от Първа английска гимназия, също в София, които откриват съвпадение в идеите си за стиловата насока на музиката, която искат да правят, а именно симбиоза между основите на рока и метъла, подплатени с елементи от българската народна музика, като за целта се предвижда и интегрирането на автентични български музикални инстументи. Момчетата се ориентират изцяло към авторско творчесто, без заемки от съществуващи народни песни. Същинската музикална история на Балканджи започва с песента „Аз тебе, либе, съм залюбил“, демо версията на която е записана в домашни условия. Песента е резултат от съвместната работа на групата с българския поет Константин Николов, който ги моли да напишат музика по негово стихотворение. С нея групата взима участие в конкурс на радио „Хоризонт“ през ранната 2000 година, наречен „Пролет 2000“. В студиото на националното радио е направен и професионален студиен запис на песента.
Същата година Балканджи написват песните „Вятърът“ и „Старият призрак“, с които десетгодишната сестра на Кирил Янев участва в конкурса „Парад на детската песен“. Песните печелят безапелационно първото и второто място.
След присъединяването на Александър Стоянов (барабани) и Владимир Левиев (бас китара) групата започва усилена творческа работа и записва редица демо песни, като междувременно намира време за повторно участие в конкурса на „Хоризонт“ „Пролет 2001“ с песента „Крали Марко“, която отново печели първото място. Парчето става част и от дебютния албум на Балканджи „Пробуждане“, появил се през същата година. Друга песен от албума, „Към таз земя“, печели поредното признание за групата – второ място в конкурса „Моята причина да остана в България“.
Малко след присъединяването на оперната певица Инна Занфирова, демо записите по първия албум са окончателно завършени. По същото време Александър Стоянов и Владимир Левиев заминават да следват в чужбина. На тяхно място се присъединяват Николай Трайков (барабани) и Христо Пашов (бас китара), както и акустичният китарист Спас Димитров. С новите попълнения Балканджи изнася своя първи концерт на 29 ноември 2001.
Следва появата на дебютния албум, наречен „Пробуждане“, който е записан, продуциран и издаден лично от Кирил Янев и Николай Баровски, тъй като по това време музикалните компании в страната не проявяват никакъв интерес към подобна музика. Албумът се разпространява и в чужбина. Балканджи се превръща в една от редовните групи в музикалните ъндърграунд клубове в София „О! Шипка“ и „Мишената“, а към състава се присъединява перкусионистът Калин Христов.
През 2003 групата записва песента „Ой, мари Яно“, която е включена в компилацията „О! Шипка“. Към парчето е направен и клип, дело на басиста Владимир Левиев.
През 2004 година излиза макси сингълът на Балканджи „Звездица“, съдържащ едноименната новозаписана песен, предвидена за втория студиен албум, както и лайф изпълнение на първото парче на групата „Аз тебе, либе, съм залюбил“ заедно с още три инструментала.
На 8 декември 2008 година официално излиза вторият албум на групата наименован „ЗМЕЙ“. Албумът е концептуален, разказва една обща история и съдържа 11 свързани песни, както и един бонус трак.

## Членове
- Кирил Янев – вокали, китари
- Николай Баровски – клавири, кавал, вокали[3]
- Калин Христов – перкусии, барабани
- Владимир Левиев – бас
- Александър Стоянов – барабани, перкусии, вокали
- Николай Трайков – барабани, кавал
- Христо Пашов – бас
- Теодора Тодорова – тромпет, вокали
- Явор Пачовски – клавири
- Валентин Моновски – тамбура, вокали
- Спас Димитров – акустична китара, тамбура, вокали
- Рая – тромпет
- Явор Джерманов – китара
- Инна Занфирова – женски вокали
- Яна Шишкова – женски вокали

## Дискография
- Пробуждане (2001)
- Звездица (2004)
- Между деня и нощта (DVD, 2006)
- Змей (2008)